# Eisenbahnunfall von Andover
Der Eisenbahnunfall von Andover ereignete sich am 6. Januar 1853 in der Nähe von Andover (Massachusetts). Einziges Todesopfer des Unfalls war Benjamin Pierce, der damals 11-jährige Sohn des US-Präsidenten, Franklin Pierce.

## Unfall
Ein Zug der Boston and Maine Railroad war von Boston nach Lawrence unterwegs. Er führte nur einen Gepäckwagen und einen Reisezugwagen. In dem Wagen fuhren auch der soeben neu gewählte Präsident der Vereinigten Staaten, Franklin Pierce, und seine Familie mit. Sie reisten von einem Besuch bei Freunden in Andover nach Hause.
An dem Wagen, in dem der Präsident reiste, brach eine Achse. Der Wagen stürzte eine Böschung sieben Meter hinunter und zerbrach. Der Rest des Zuges blieb im Gleis stehen.

## Folgen
Einziges Todesopfer des Unfalls war der elfjährige Sohn des Präsidenten. Seine Eltern hatten anschließend mit schweren Depressionen zu kämpfen und Franklin Pierce entwickelte ein Alkoholproblem.